# 松本亜梨
松本 あり（まつもと あり、1968年10月11日 - ）は、日本のフリーアナウンサー、舞踊家。旧名：松本 亜梨（読み同じ）。舞踊家としては出雲 草（いずも そう）の名で活動している。NTB（旧・名古屋タレントビューロー）所属。身長154cm。血液型A型。

## 来歴
20歳の頃にたまたま東京で見た地唄舞の舞台に衝撃を受け、地唄舞の名手・出雲蓉に弟子入りした。1990年12月から中京テレビアナウンス部に在籍していたが、その後も名古屋 - 東京間を往復して稽古を積んでいた。そして「おしゃべり」と「舞」を融合させた独自の「語り舞」を生み出し、1997年2月28日に初舞台を踏んだ。
1999年春に中京テレビを退社し、フリーアナウンサーへ転向。以来、仕事面では中京圏のローカルラジオ番組を中心に活動し、その中で舞踊家としての活動も続けている。岐阜県岐阜市在住。

## 担当番組
- 気ままにブランチ（AM岐阜ラジオ）
- ゆうかんHotタイム（AM岐阜ラジオ）
- きょうもそう快!BUNBUNラジオ（AM岐阜ラジオ） - 火曜パーソナリティ
- ZIP-FMインフォメーションコーナー（ZIP-FM）
- 中京テレビニュースプラス1（中京テレビ）
- 奥さまランチ（中京テレビ）
- 心にエール!ふるさと夢図鑑（中京テレビ）